# Попечительное о тюрьмах общество

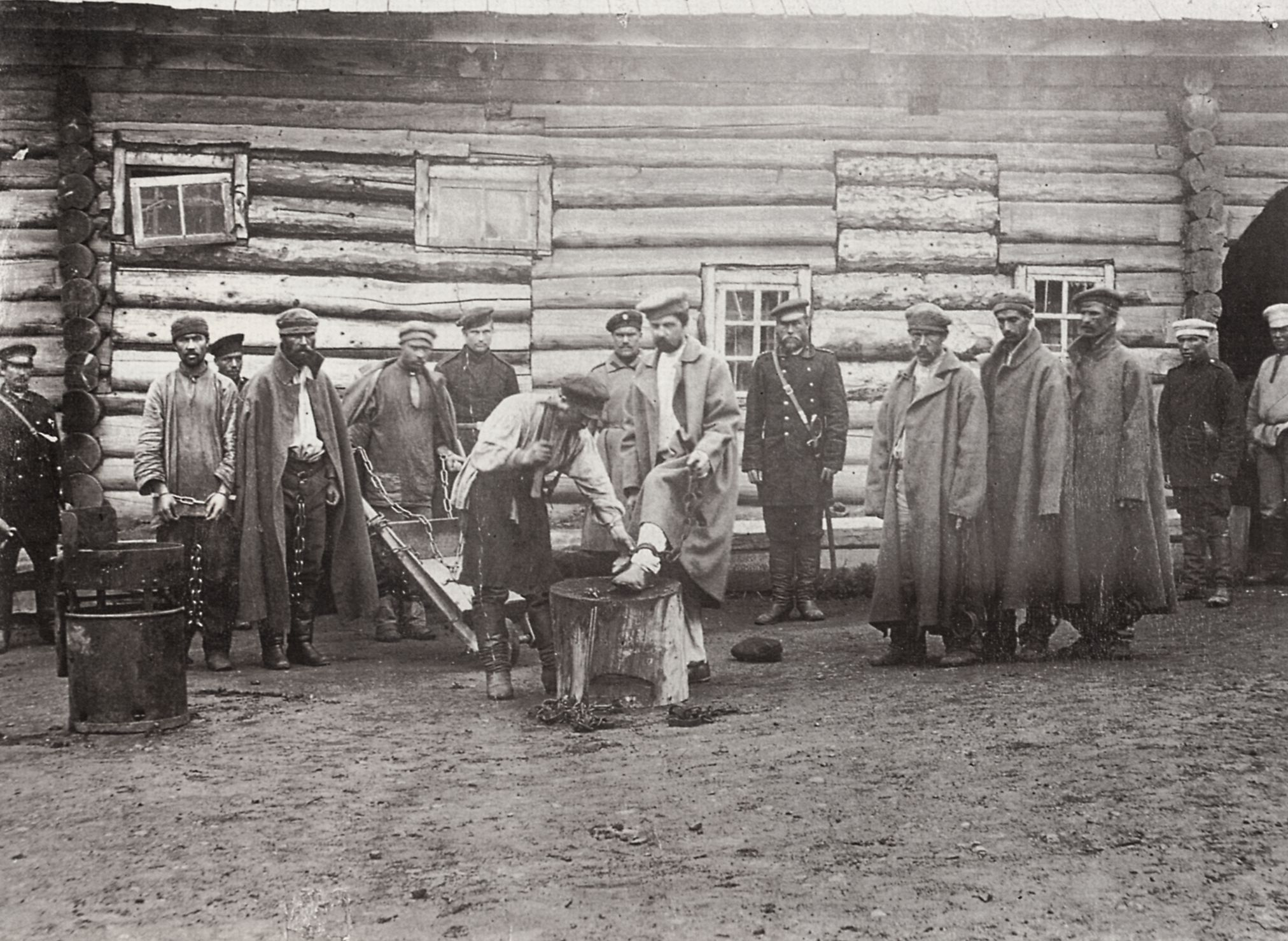
Заключенных заковывают в кандалы

Попечи́тельное о тю́рьмах о́бщество — основано в 1819 году[где?] благодаря известному лондонскому благотворителю Вальтеру Веннингу, представившему обширную записку о лучшем содержании тюрем, в духе идей английского филантропа Джона Говарда. Общество, поставленное под покровительство российского императора, имело целью нравственное исправление содержащихся под стражей преступников, а также улучшение состояния заключенных за долги и по другим делам людей. Первый устав Попечительного о тюрьмах общества был составлен Г. С. Поповым — публицистом из круга мистиков, группировавшихся вокруг обер-прокурора А. Н. Голицына. 
Средства исправления были указаны следующие: 1) ближайший и постоянный надзор над заключенными; 2) размещение их по роду преступлений или обвинений; 3) наставление их в правилах христианского благочестия и доброй нравственности, на этом основанной; 4) занятие их приличными упражнениями; 5) заключение провинившихся или буйствующих в уединенное место. 

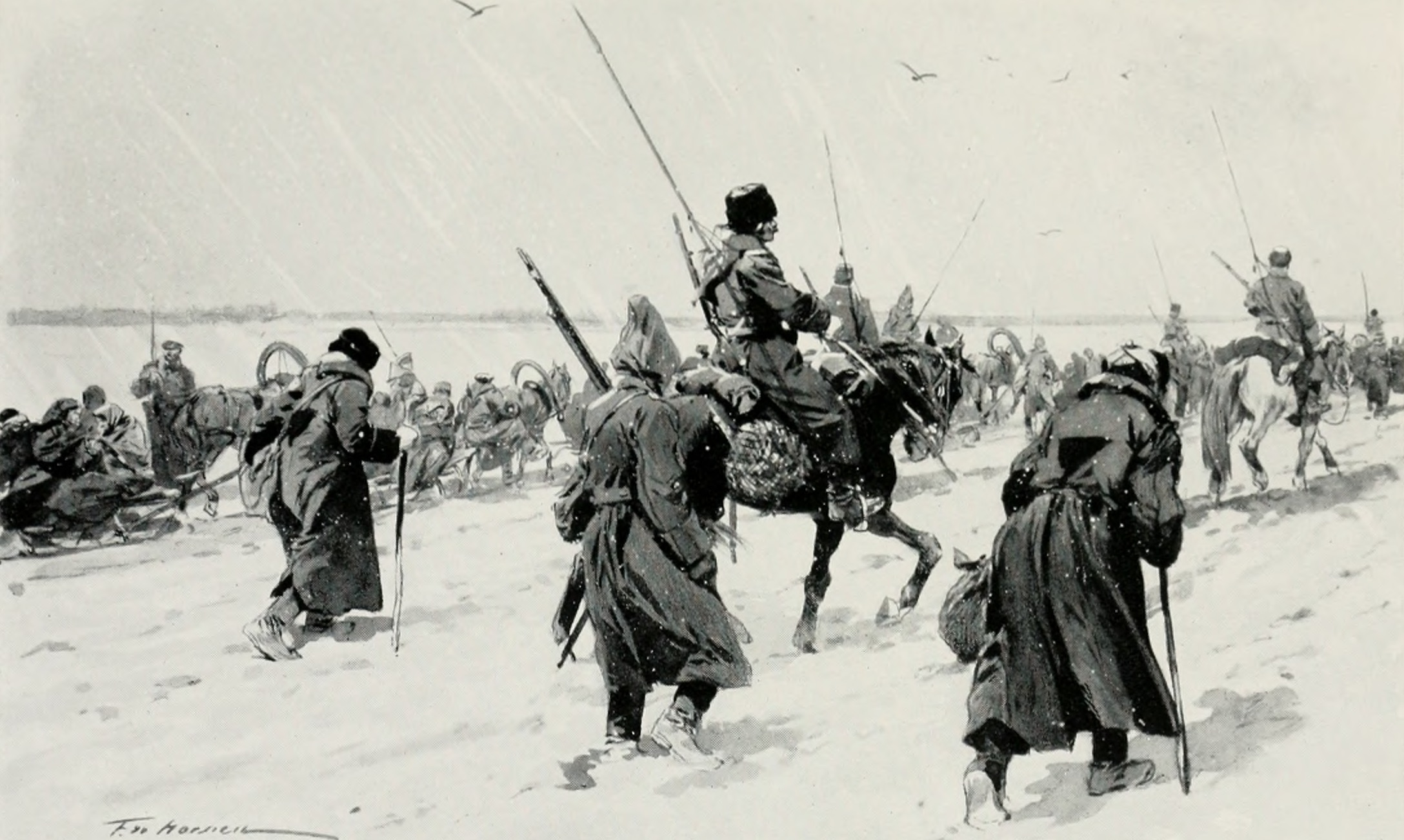
Конвоирование пеших арестантов
(художник Фредерик де Ханен)

Исполнительными органами общества были комитеты, мужской и женский; членам комитетов было предоставлено право посещать в любое время тюрьмы и дома, где содержатся заключенные. Во главе общества был поставлен президент, по назначению Государя.  
В 1851 году утвержден новый Устав общества. Целью общества признается улучшение как нравственного и физическокого состояния заключенных, так и мест заключения. Вместе с главным тюремным управлением общество перешло, в 1895 году, в ведомство Министерства юстиции Российской империи. В состав общества входили Петербургские и Московские мужские и женские благотворительно-тюремные комитеты, имевшие свой особый устав; мужские комитеты в губернских и портовых городах; отделения женские в губернских и портовых, мужские — в уездных городах. В городах Одессе, Керчь-Еникале, Екатеринбурге состояли отдельные комитеты, на правах губернских; в городе Закаталах был учрежден окружной комитет, на правах комитетов в портовых городах; в городах Серпухове и Юрьеве (ныне Тарту) состояли женские отделения губернских комитетов.  

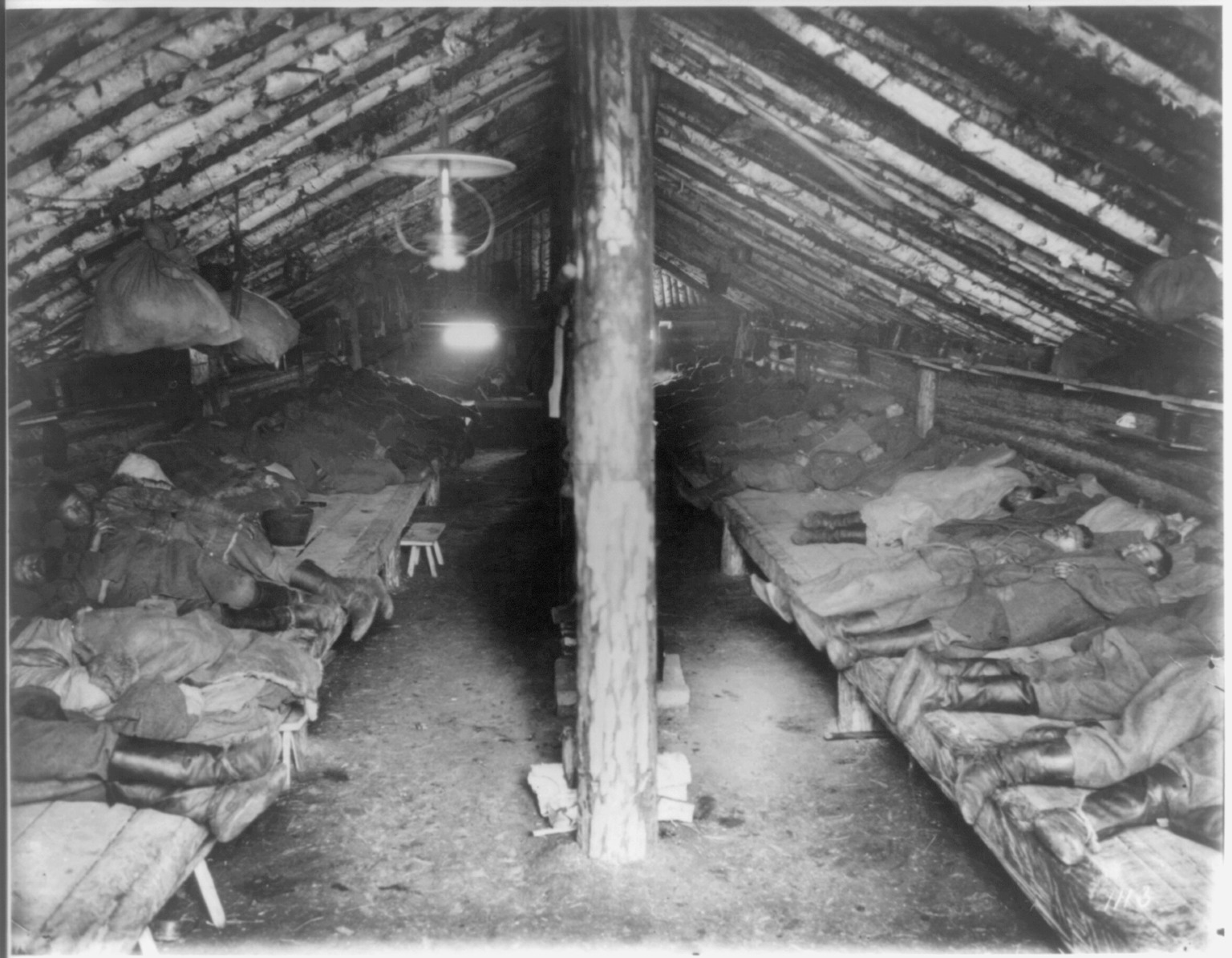
Барак с заключёнными (1895)

Во главе губернских комитетов стояли вице-президенты — генерал-губернатор, губернатор, епархиальный архиерей, прокурор судебной палаты, — во главе мужских отделений — председательствующие директоры, во главе женских отделений — председательницы. Из членов общества избираются директора комитетов и отделений. Кроме того, по должности директорами комитетов состояли главные должностные лица губернии или уезда. Число избираемых директоров и директрис составляло: в комитетах тифлисском, тобольском, томском и иркутском — до 30, во всех остальных губерниях и портовых комитетах и в тюкалинском отделении — до 20, в мужских уездных и в женских отделениях — до десяти. 
Средства общества составляют: суммы, получаемые из казначейств на продовольствие арестантов, пользование их в тюремных больницах и постройку для них одежды, белья и обуви; из городского общественного управления — на отопление и освещение тюрем; пожертвования, сборы из кружек и т. д. При назначении в тюрьмы смотрителей, их помощников и других лиц, местное начальство предварительно консультировалось о претендентах с тюремными комитетами и отделениями. 

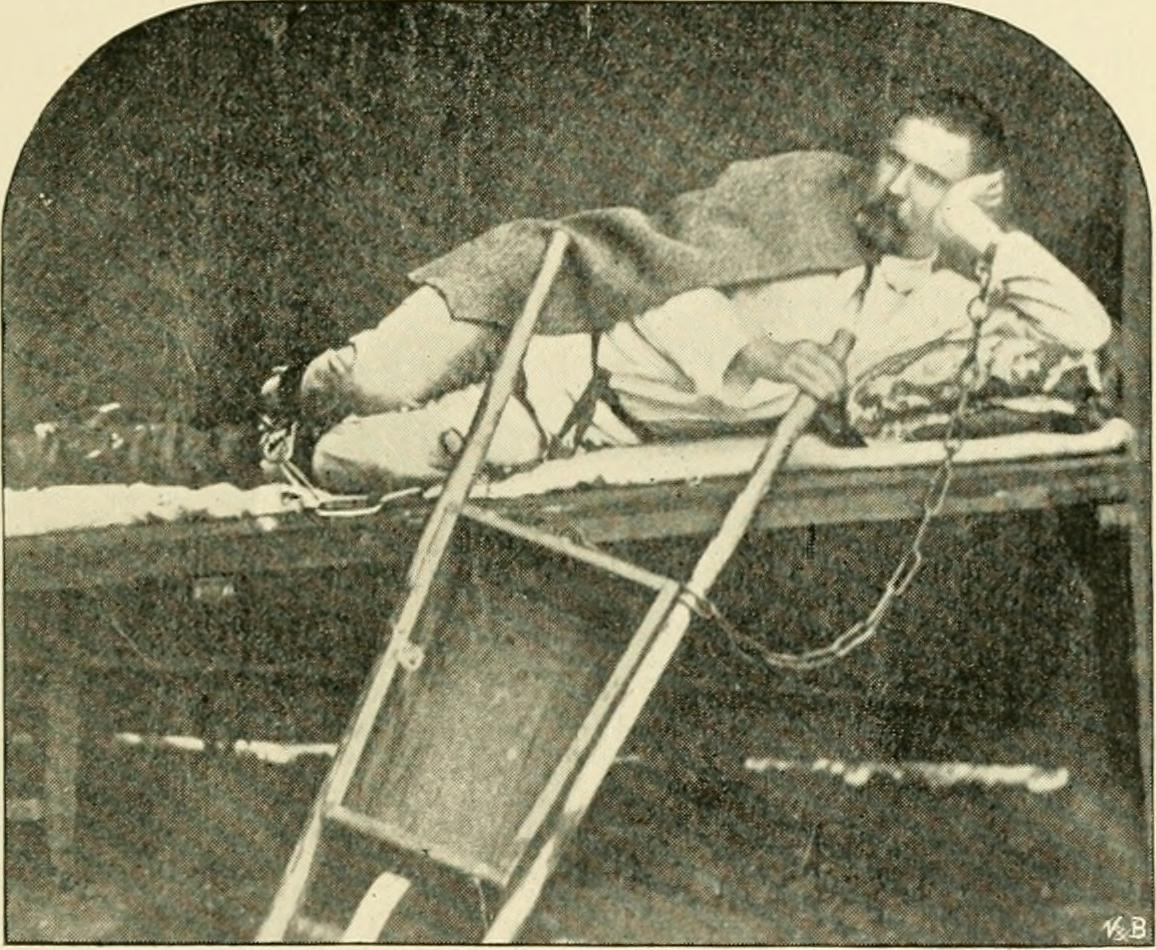
Заключённый, прикованный к тачке

Попечение общества распространялось на тюрьмы (губернские, областные и уездные тюремные замки), полицейские места заключения и исправительные арестантские отделения; при последних состояли особые попечительства. Что касается столиц, то в Санкт-Петербурге — в 1893 году, в Москве — в 1895 году тюремные комитеты были упразднены и учреждены мужские и женские тюремно-благотворительные комитеты, совершенно устраненные от участия в хозяйстве мест заключения; за ними была оставлена лишь чисто благотворительная деятельность — содействие в поиске подъёмных денежных средств необходимых лицам, освобожденным из-под стражи или отбывшим срочное заключение, попечение об участи выпущенных из заключения несовершеннолетних, призрение (опека) детей, впредь до освобождения из-под стражи их родителей, оказание помощи семьям заключенных и ссыльных, попечение о выкупе лиц, заключенных за долги, помощь их родственникам. 
Члены комитетов могли быть почетные, благотворители, пожизненные, действительные и соревнователи; почетные члены избираются общим собранием и утверждаются Государем, прочие избираются правлениями комитетов. Правления комитетов состояли из председателя или предстательницы, по назначению Высочайшей власти, и 20 директоров или директрис, избираемых общими собраниями сроком на четыре года. Правления избирали из своей среды представителей в наблюдательные комиссии над тюрьмами и арестантскими помещениями при полицейских домах. Правлениям предоставлялось устройство для лиц, содержащихся в местах заключения, чтения религиозно-нравственных книг, религиозных собеседований и т. п. 
По Санкт-Петербургскому мужскому комитету к 1 января 1897 года состояло членов 74, капиталов — 264916 рубля, в том числе на выкуп неисправных должников — 186432 рублей; доходов за 1896 год поступило 20387 рублей, израсходовано 12820 рублей, в том числе на находящийся при комитете Александровский приют арестантских детей — 5136 рублей; в приюте к 1 января 1897 года находилось тридцать детей. 
Деятельность комитета фактически была направлена почти исключительно на облегчение участи освобождаемых из мест заключения. При московских комитетах состоит Сергиево-Елисаветинский приют, для помещения добровольно следующих за преступниками в Сибирь жен и детей.